# 萨克森-安哈尔特足球协会联赛
萨克森-安哈尔特足球协会联赛（德語：Fußball-Verbandsliga Sachsen-Anhalt）是萨克森-安哈尔特足球协会在德国中部萨克森-安哈尔特州境内主办的最高级别足球联赛以及德国足球联赛系统中的第六级赛事。

## 架构
萨克森-安哈尔特协会联赛是德国足球协会的下属赛事，自2008年起位居德国足球联赛系统中的第六级。其冠军可以直接升入东北高级联赛，并根据球队所处的地理方位被分配至北赛区或南赛区。每季从萨克森联赛降级的球队数量取决于从更高级别联赛降级的球队数量，但至少会有2支球队降入下一级分为南、北两个赛区的州级联赛。在2016-17赛季，联赛根据赞助商（即一个私营广播电台）而被冠名为“布罗肯广播协会联赛”。

## 历史

### 既往史
萨克森-安哈尔特州早在1948年至1952年间便已存在一个足球联赛。第二次世界大战结束后，原有的体育制度被彻底瓦解，其中苏联占领区自1946年起开始运营一个受地区限制的足球赛事。萨克森-安哈尔特州直至1948-49赛季才在全国性的联赛系统中首次举办足球锦标赛。20支球队被分入州级联赛的两个赛区（南、北区）。其中，以下便是其后东德高级联赛参赛队的前身：
- 施滕达尔火车头（德语：1. FC Lok Stendal）（蓝白施滕达尔）
- 哈勒化学（哈勒弗赖伊姆费尔德）
- 德绍发动机（德语：SV Dessau 05）（德绍体育联盟）
- 魏森费尔斯进步（德语：BSG Fortschritt Weißenfels）（魏森费尔斯南）

在1949年的萨克森-安哈尔特锦标赛决赛中，哈勒弗赖伊姆费尔德以2比0战胜蓝白施滕达尔而夺冠。其后的冠军则分别为塔勒炼钢厂（1950年）、马格德堡钢铁（1951年）和沃尔芬化学（1952年）。
1948-49赛季的萨克森-安哈尔特州级联赛曾像当时东德其它各州相应的联赛一样，是苏联占领区内的顶级赛事。在1949-50赛季，它又成为新设立的东德高级联赛之下的第二级赛事；而当东德联赛在1950-51赛季引入后，它只能沦为联赛系统的第三级。
在1952年东德解散联邦州并由15个行政区所取代后，州级联赛开始分拆为与国家区划相平行的15个行政区联赛。各行政区冠军可以通过参加升级季后赛以争夺升入东德联赛的资格。

### 两德统一后
在1990-91赛季，由于东德的政治变革以及随之发生的新设联邦州，萨克森-安哈尔特境内又重新组建了一个州级联赛。它是由末季东德第三级联赛的14支球队所组成，涵盖了原马格德堡和哈勒两个行政区，这两个行政区联赛各为新联赛贡献了7支球队。在此后的赛季，前东德的所有球队转由德国东北足球协会接管，成为德国足协运营赛事的一部分。这是自第二次世界大战结束以来，首个由全德国共同争冠的赛季，并且所有德国俱乐部能够再度在同一个联赛系统中作赛。
一个赛季后，萨克森-安哈尔特州级联赛的球队规模增加至16支并设2个降级名额。在1994-95赛季又曾短暂恢复为14队，然后再扩军为18队并设3个降级名额，自此成为未来大多数赛季的标准规模。
起初，萨克森-安哈尔特州级联赛是连同柏林联赛一起位居东北高级联赛中区的下级。因此，它在当时是德国足球联赛系统的第四级赛事。在这个高级联赛赛区于1994年撤销后，萨克森-安哈尔特州级联赛又连同图林根联赛和萨克森联赛一起，成为东北高级联赛南区的输送联赛。同年，随着新增东北地区联赛为联赛系统的第三级，萨克森-安哈尔特州级联赛沦为第五级赛事。在此期间，其名称被更名为协会联赛，并在2008-09赛季德丙联赛成立后进一步降为德国的第五级赛事。

## 历年冠军
| - 1991：梅泽堡99 - 1992：韦尔尼格罗德统一 - 1993：梅泽堡99 - 1994：阿舍尔斯莱本 - 1995：哈勒1896 - 1996：福尔图娜马格德堡 - 1997：哈勒 - 1998：阿舍尔斯莱本 - 1999：安哈尔特德绍 | - 2000: 哈勒 - 2001：安哈尔特德绍 - 2002：布劳恩斯贝德拉 - 2003：日耳曼尼亚哈伯斯塔特 - 2004：德绍05 - 2005：弗尔普克 - 2006：德绍05 - 2007：桑格豪森 - 2008：绿白沃尔芬 | - 2009：哈勒1896 - 2010：马格德堡二队 - 2011：绿白皮斯特里茨 - 2012：哈勒二队 - 2013：哈尔登斯莱本 - 2014：哈勒阿门多夫 - 2015：巴尔莱本 - 2016：梅泽堡99 |